# 인도의 불교
인도의 불교는 인도에서 말하는 불교를 말한다.

## 불교의 쇠퇴
인도의 불교는 거의 힌두교나 다를 것이 없는 상태로 변질되었고, 12세기 말에 이슬람교의 박해를 받아 소멸하였다. 그러나 인도 근방에서 네팔 부근이나 벵골 일부, 티베트와 가까운 지역 등에 불교 신자가 소수 남아있었다. 또한 이웃나라인 스리랑카에 불교가 남아있어 수 백년 후 불교가 부활하는 계기가 된다.

## 불교의 부활
1891년 스리랑카 출신의 승려 아나가리카 다르마팔라가 마하보디 협회를 만들고 불교를 포교하였다. 비슷한 시기에 벵골 지역에서 불교 단체가 조직되었다. 1959년 제14대 달라이 라마가 인도 다람살라로 망명하면서 티베트 망명 정부를 세우고 불교 기록물을 가져옴과 함께 불교 교육기관을 만들었다.
19세기 말 아이요티 타스(Iyothee Thass)를 시작으로 달리트(불가촉천민)들에게 카스트를 인정하지 않는 불교를 믿자는 운동이 일어났다. 1956년에 인도의 정치인 빔라오 람지 암베드카르가 수십만명의 달리트들과 함께 힌두교에서 불교로 개종했다. 오늘날 마하라슈트라 주에는 달리트 출신의 불교 신도가 많이 있다.